# Толубаев, Асаналы
Толубаев Асаналы (кирг. Асаналы Толубаев; 1896, Чала-Казаки, Семиреченская область — 1962, Фрунзе, Киргизская ССР) — киргизский советский государственный и политический деятель, председатель президиума Верховного Совета Киргизской ССР (1938—1943), депутат Верховного Совета СССР 1 созыва (с 22.03.1941 г.).

## Биография
Родился в семье бедного крестьянина рода күнтуу колена чонмурун племени солто. До вступления в партию в 1928 году занимался батрачеством и земледелием.
1930—1931 — председатель сельсовета[какого?]. После работал в колхозе, и в 1934 был назначен его председателем.
8 июня 1938 года был выдвинут кандидатом в депутаты Верховного Совета Киргизской ССР по Кызыл-Аскерскому избирательному округу.
На II-ом съезде КП(б) Киргизии был избран членом ЦК КП(б) Киргизии.
19 июля 1938 года был назначен Председателем президиума Верховного Совета Киргизской ССР.
22 марта 1943 году снова возвращается на пост председателя колхоза, где служит ещё два года.
1947—1953 — во второй раз становится председателем сельсовета[какого?].
В 1953 году выходит на пенсию.
Умер в 1962 году.

## Указы
Указом Председателя президиума Верховного Совета Киргизской ССР были присвоены:
- звание заслуженного деятеля искусств Киргизской ССР
  - Чуйкову С. А. от 23.07.1938
  - Целиковскому Василию Васильевичу от 28.02.1939
  - Власову Владимиру Александровичу от 28.02.1939
  - Фере Владимиру Георгиевичу от 28.02.1939
  - Самарину-Волжскому Арнольду Марковичу от 28.02.1939
  - Куттубаеву Аманкулу от 14.05.1939
  - Орозову Шейше от 14.05.1939
- звание заслуженной артистки Киргизской ССР
  - Киизбаевой Сайре от 28.02.1939
  - Айбашевой Канымкул от 28.02.1939
  - Бюбюсаре Бейшеналиевой от 28.02.1939

## Награды
- Орден Ленина (№ 7371): указ Президиума Верховного Совета СССР от 31 января 1941 года
- Медаль «За доблестный труд в Великой Отечественной войне 1941–1945 гг.» (7 февраля 1946 года)
- Почётные грамоты Верховного Совета Киргизской ССР